# اودزون
اودزون (به ارمنی: Օձուն) یک روستا در ارمنستان است که در استان لوری واقع شده‌است. اودزون در ۴۷ کیلومتری شمال‌شرق وانادزور، مرکز استان لوری واقع شده‌است.

## خصوصیات
اودزون ۵٬۷۳۹ نفر جمعیت دارد و ۱٬۱۲۵ متر بالاتر از سطح دریا واقع شده‌است.
| سال   | ۱۸۳۱ | ۱۸۹۷  | ۱۹۰۷  | ۱۹۲۶  | ۱۹۳۹  | ۱۹۵۹  | ۱۹۷۰  | ۱۹۷۹  | ۱۹۸۹  | ۲۰۰۱  | ۲۰۰۴  | ۲۰۱۱  |
| جمعیت | ۶۹۱  | ۲٬۷۴۸ | ۳٬۳۷۰ | ۴٬۴۱۸ | ۴٬۵۶۶ | ۴٬۳۱۵ | ۴٬۹۵۱ | ۴٬۷۸۷ | ۴٬۷۷۷ | ۴٬۸۳۴ | ۵٬۰۵۵ | ۵٬۳۱۱ |

## جاذبه‌های تاریخی

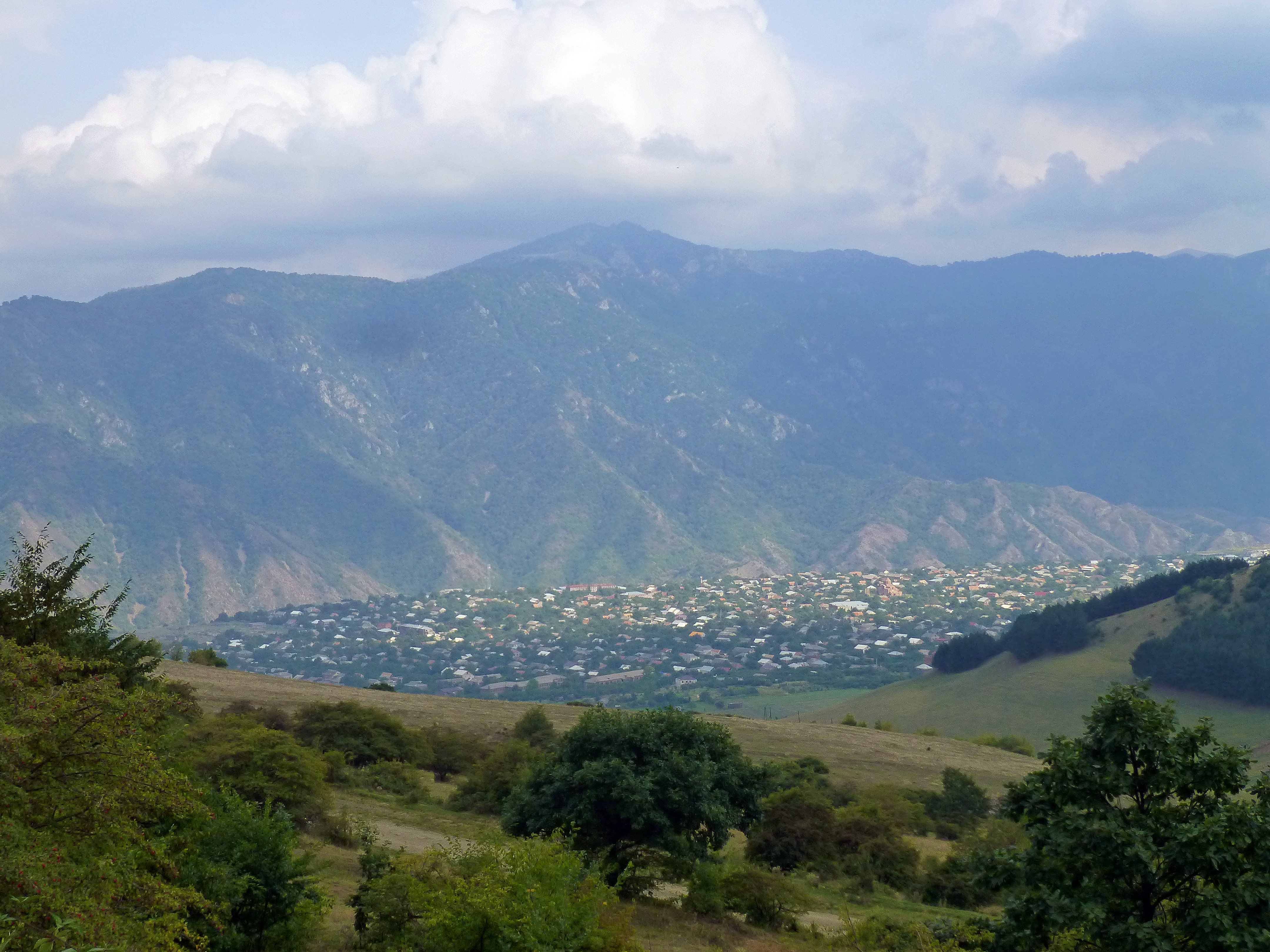
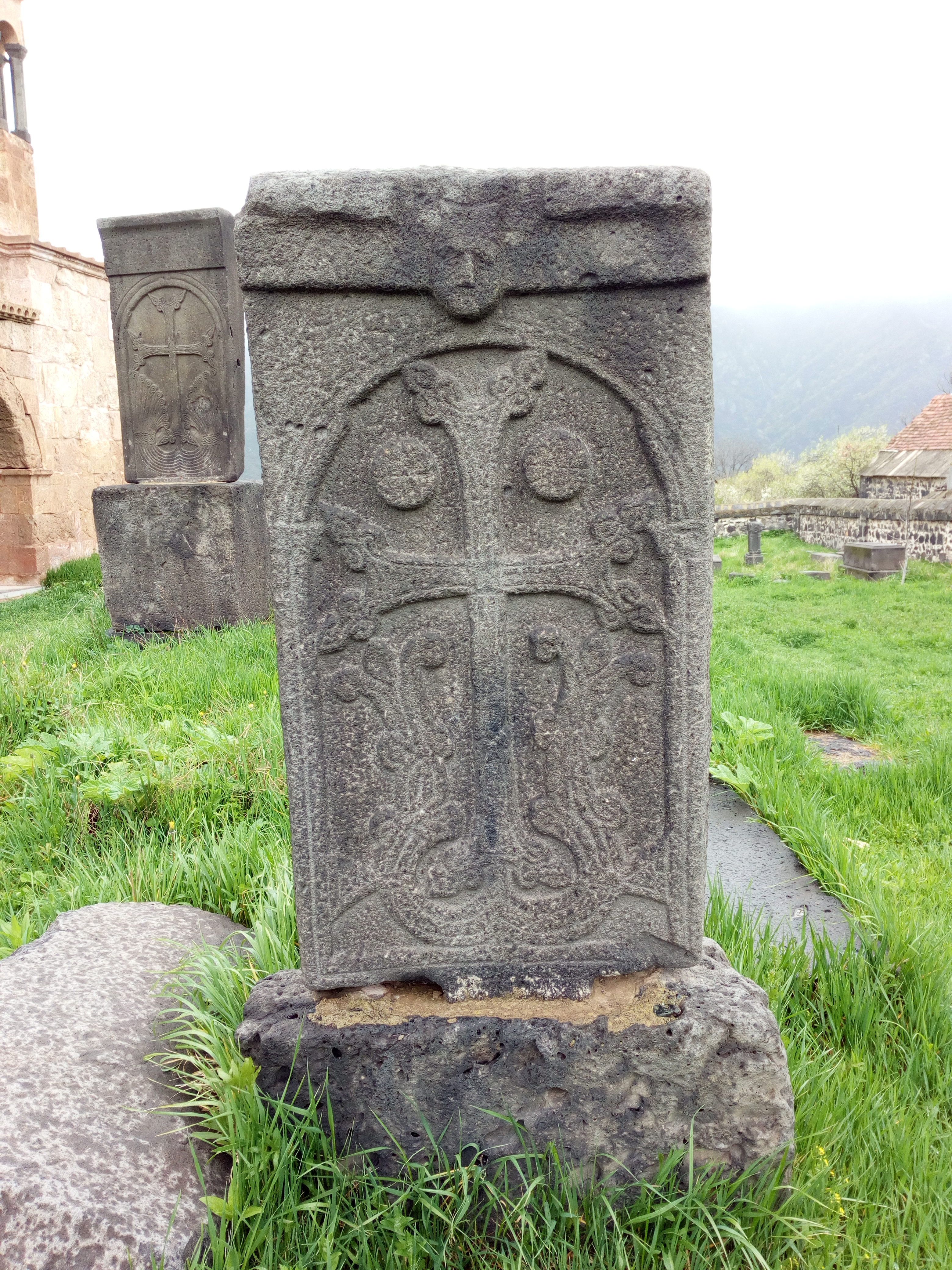
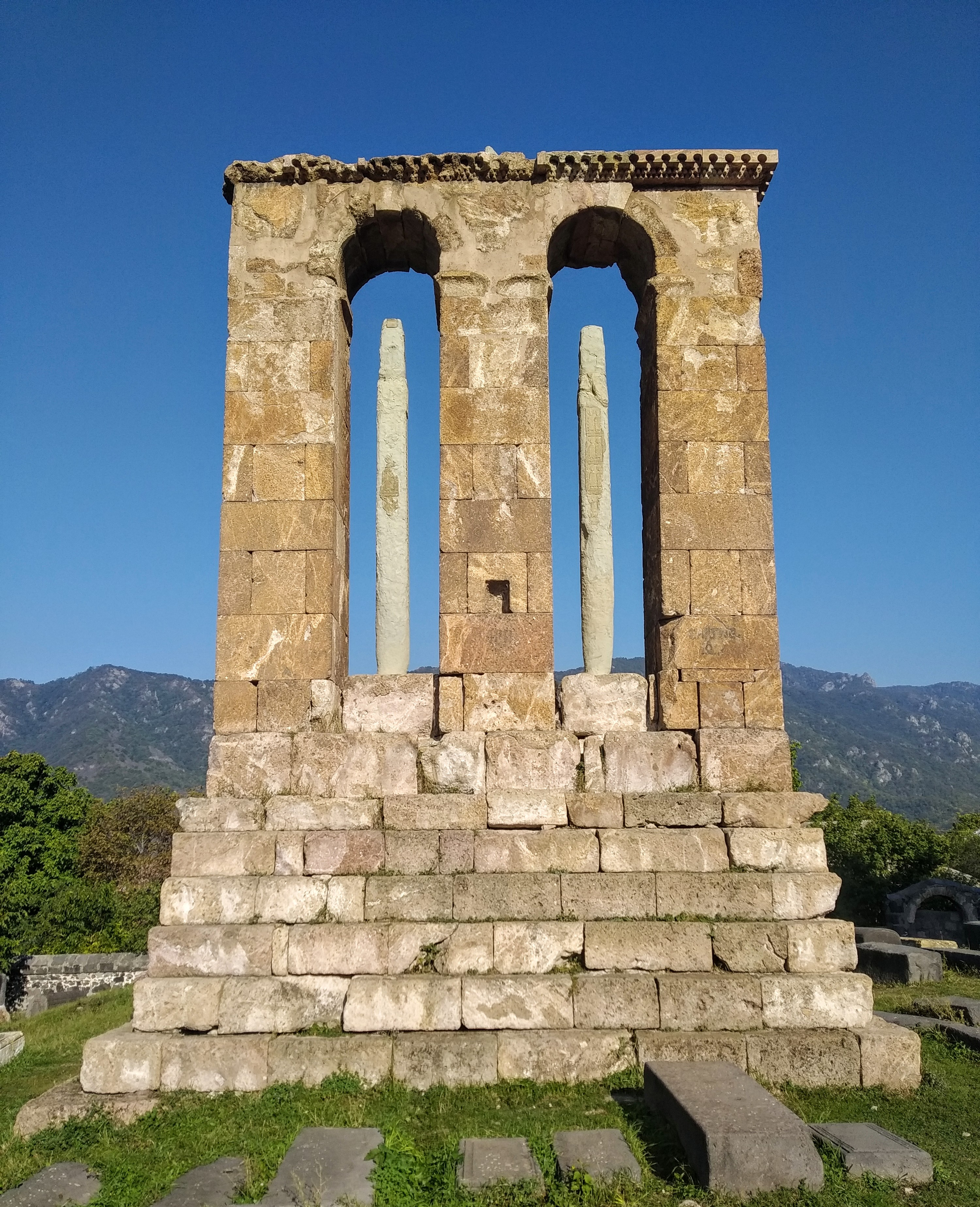
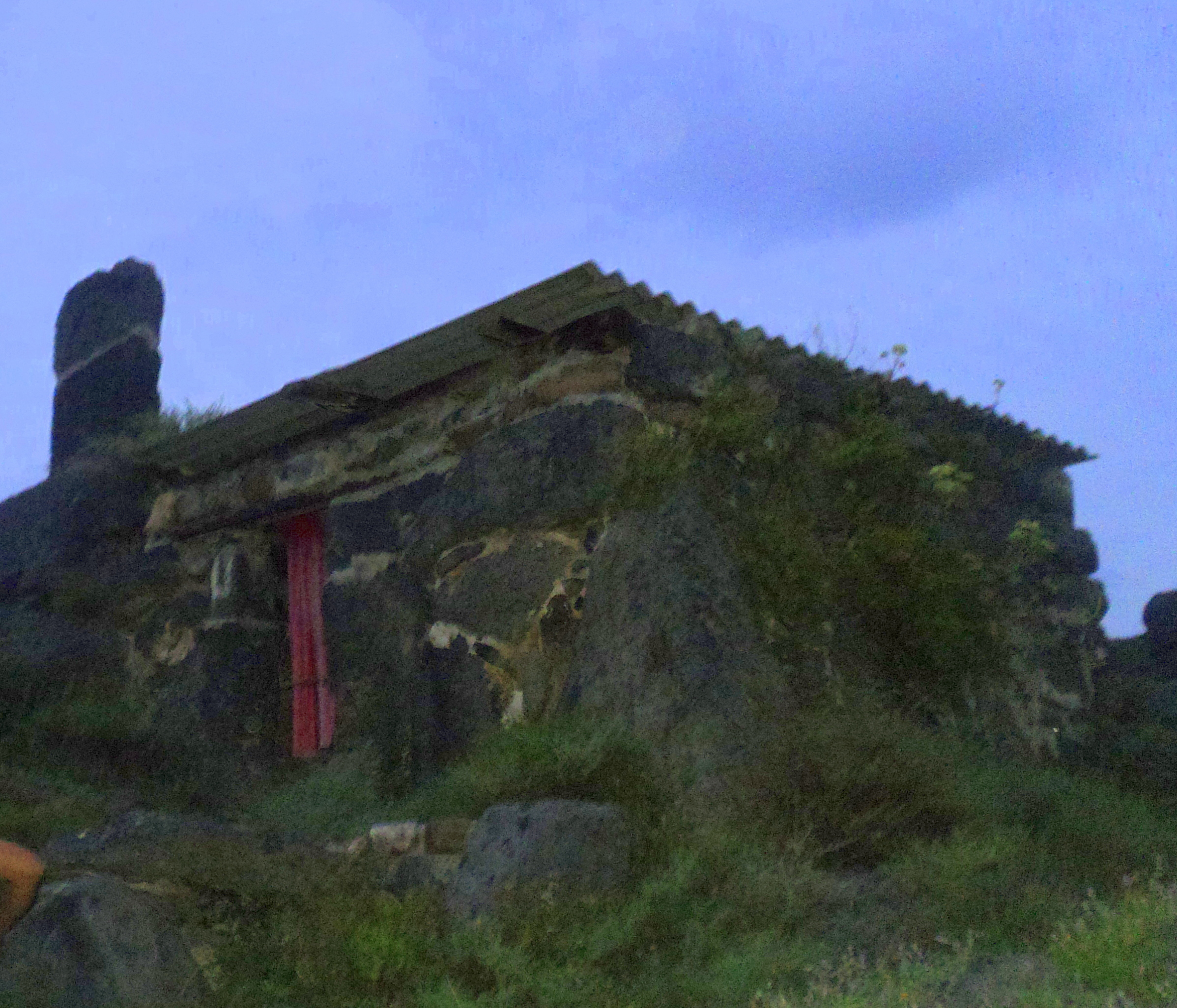